# Agrostophyllum
Die Pflanzengattung Agrostophyllum gehört zur Familie der Orchideen (Orchidaceae). Die etwa 135 Arten wachsen meist epiphytisch hauptsächlich im tropischen Südostasien.

## Beschreibung

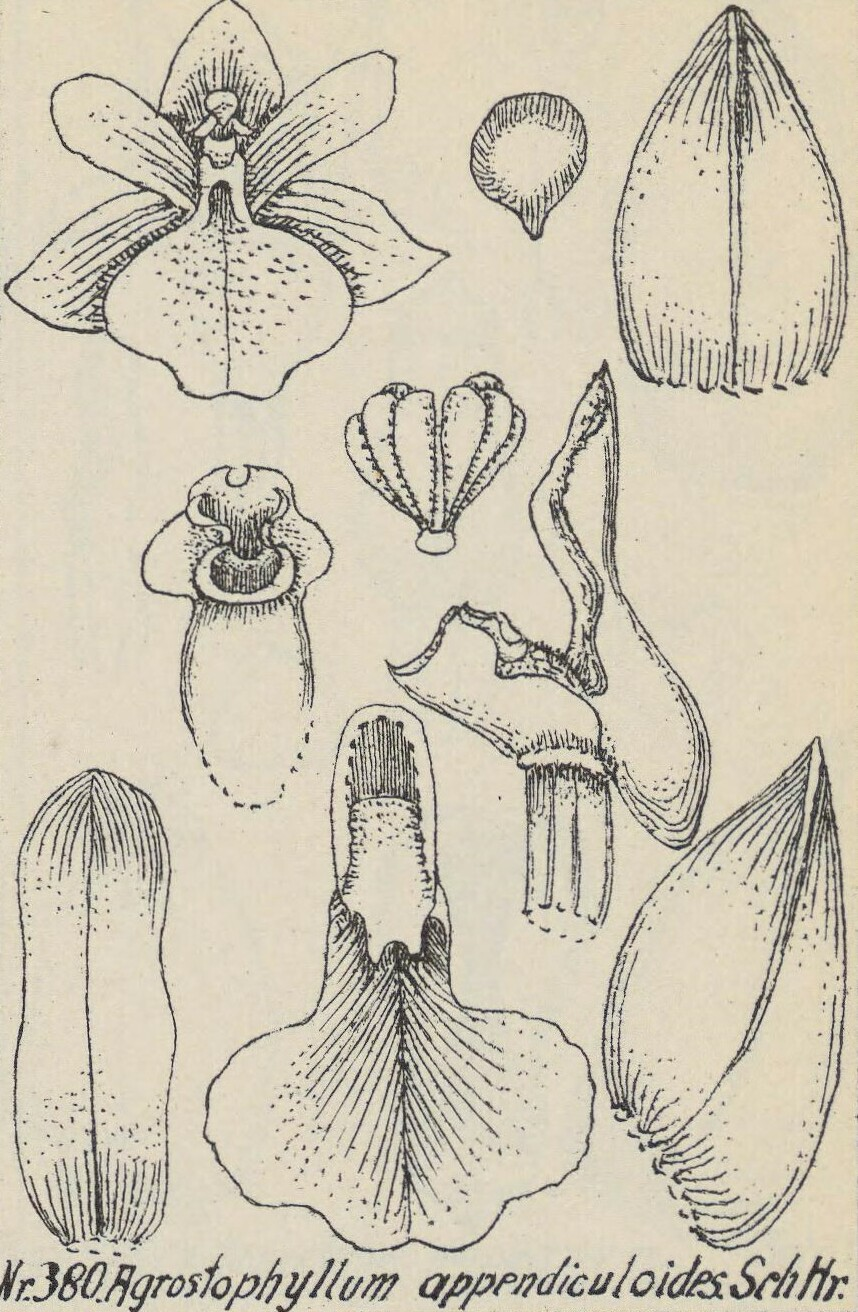
Illustration von Agrostophyllum appendiculoides aus Orchidaceen von Deutsch Neu-Guinea, 1928, Tafel 102, fig. Nr. 380

### Vegetative Merkmale
Die Agrostophyllum-Arten besitzen ein kriechendes, gelegentlich verzweigtes Rhizom, aus dem in kurzen Abständen die einzelnen Sprosse entspringen. Diese sind unverdickt, sie bestehen aus zahlreichen Internodien und sind dicht zweizeilig mit Laubblättern besetzt. Die Blätter sind oval bis schmal-lanzettlich geformt. Der Blattgrund umfasst die Sprossachse, so dass dieser komplett von den Blattbasen verhüllt ist, zwischen Blattbasis und Spreite befindet sich ein Trenngewebe.

### Generative Merkmale
Die endständigen Blütenstände bestehen aus mehreren, einander doldenartig angenäherten Trauben. Die einzelne Traube umfasst eine bis sechs Blüten, der gesamte Blütenstand enthält meist viele Blüten, bei einigen Arten jedoch nur wenige oder gar eine einzelne Blüte. Die meist kleinen Blüten sind weiß, cremefarben oder gelblich, oft mit einer rötlichen Zeichnung. Die äußeren drei Blütenhüllblätter sind breit, die Petalen sind schmaler. Die Lippe ist durch eine quer verlaufende Erhebung in zwei Abschnitte geteilt. Der erste, basale Abschnitt (Hypochil) ist schüsselförmig vertieft und enthält oft zwei Schwielen. Die Säule trägt die große, rundliche, Narbe und ein fruchtbares Staubblatt. Das Staubblatt enthält acht Pollinien, die über kurze Stielchen (Caudiculae) mit einer Klebscheibe (Viscidium) verbunden sind. Zwischen Narbe und Staubblatt befindet sich ein etwa dreieckig geformtes Trenngewebe (Rostellum).

## Vorkommen
Die Arten der Gattung Agrostophyllum sind im tropischen Asien verbreitet. Westwärts erreichen sie noch die Seychellen und Madagaskar, im Osten reicht das Verbreitungsgebiet bis nach Fidschi, Samoa und Vanuatu. Die meisten Arten stammen aus Neuguinea.
Agrostophyllum-Arten wachsen epiphytisch, selten lithophytisch.

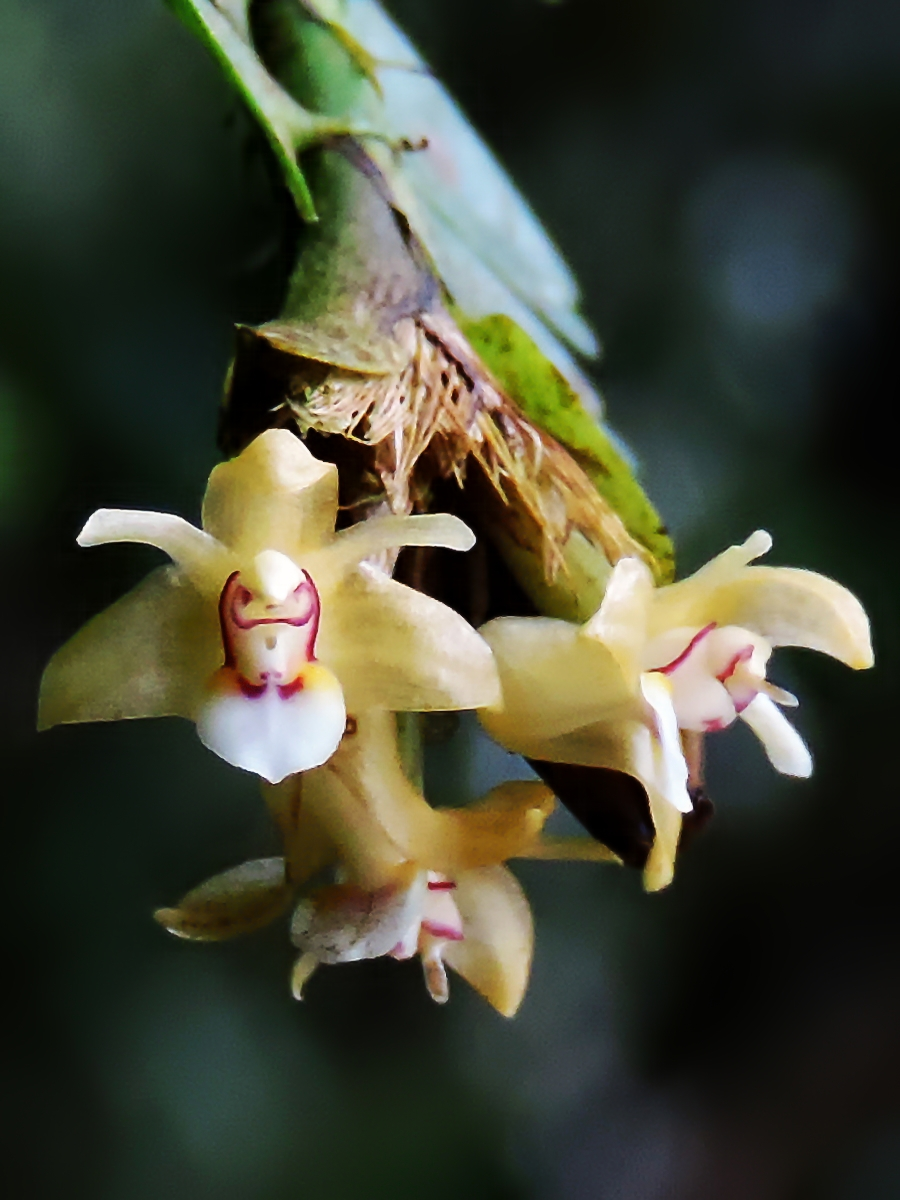
Agrostophyllum stipulatum

## Systematik und botanische Geschichte
Die Gattung Agrostophyllum wurde 1825 von Carl Ludwig Blume in Bijdragen tot de Flora van Nederlandsch Indie, Band 8, Seite 368, Tafel 53 aufgestellt.
Robert Louis Dressler stellt sie in eine Subtribus Glomerinae innerhalb der sogenannten Epidendreae II. Ebenfalls in diese Subtribus stellt er die Gattungen Aglossorhyncha, Earina, Glomera, Glossorhyncha, Ischnocentrum und Sepalosiphon. Zwei weitere verwandte Gattungen, Adrorhizon und Sirhookera, trennt er als Subtribus Adrorhizinae ab. Eine Untersuchung von van den Berg et al. hat ergeben, dass ausgerechnet die namensgebende Gattung Glomera nicht näher mit den übrigen Pflanzen verwandt ist; Agrostophyllum wird in dieser Studie zusammen mit Earina als Subtribus Agrostophyllinae zusammengefasst.
Hier eine Auswahl an Arten:
- Agrostophyllum acuminatum Ormerod: Sie kommt in Papua-Neuguinea vor.[1]
- Agrostophyllum appendiculoides Schltr.: Sie kommt in Neuguinea vor.[1]
- Agrostophyllum boeeanum Ormerod: Sie kommt auf Sumatra vor.[1]
- Agrostophyllum carex Ormerod: Dieser Endemit kommt nur auf Neuirland im Bismarck-Archipel vor.[1]
- Agrostophyllum daymanense Ormerod: Sie kommt in Papua-Neuguinea vor.[1]
- Agrostophyllum flexuosum Ormerod: Die etwa drei Unterarten kommen von Papua-Neuguinea bis zum Bismarck-Archipel vor.[1]
- Agrostophyllum philippinense Ames: Sie kommt auf den Philippinen vor.[1]
- Agrostophyllum stipulatum (Griff.) Schltr.: Sie kommt in zwei Unterarten von Indochina und Malesien bis zu den Salomonen vor.[1]

## Weiterführendes
- Liste der Orchideengattungen